# Vallée de Mai naturreservat
Vallée de Mai naturreservat utgör en del av nationalparken med samma namn på ön Praslin i ögruppen Seychellerna. Reservatet, som idag är ett världsarv, härbärgerar en palmskog som är i det närmaste oförändrad sedan förhistorisk tid. Nationalparken har en yta på 324 hektar och reservatet 19,5 hektar.

## Historia
Naturreservatet bildades 1955. 1979 bildades den betydligt större nationalparken, som då omfattar även reservatet.

## Djur- och växtliv
Inne i naturreservaten växer världens största population av dubbelkokosnöten, som är den växt som har de största fröna i växtriket. Dubbelkokosnöten återfinns, förutom på Praslin, även på grannön Curieuse. Detta är också den enda plats där de sex palmarterna som är endemiska på Seyschellerna (inklusive dubbelkokosnöten) växer tillsammans.
Här finns också ett rikt djurliv med papegojor, sköldpaddor och reptiler och en mängd olika andra djurarter.

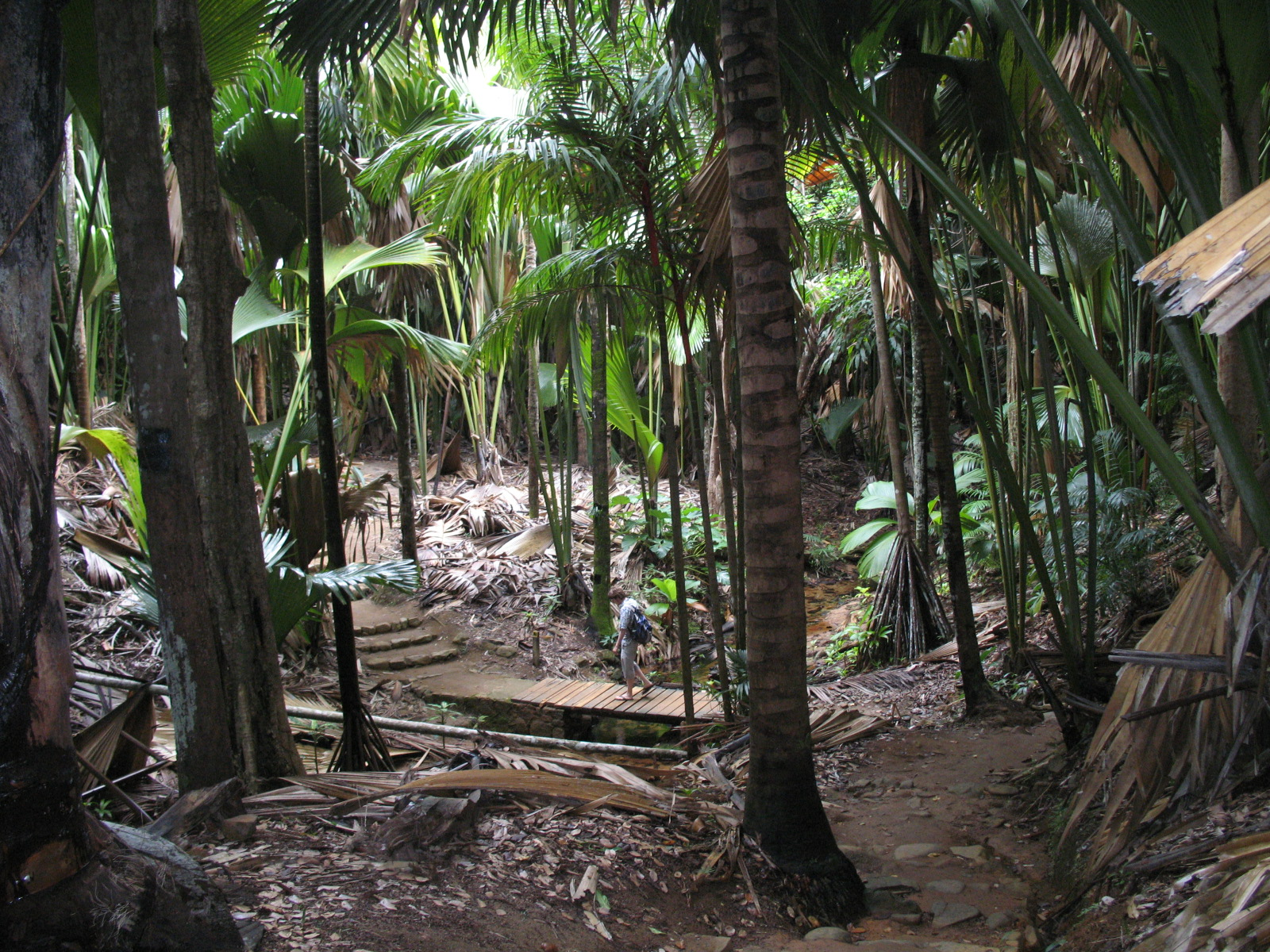
Dubbelkokosnöt - palmer
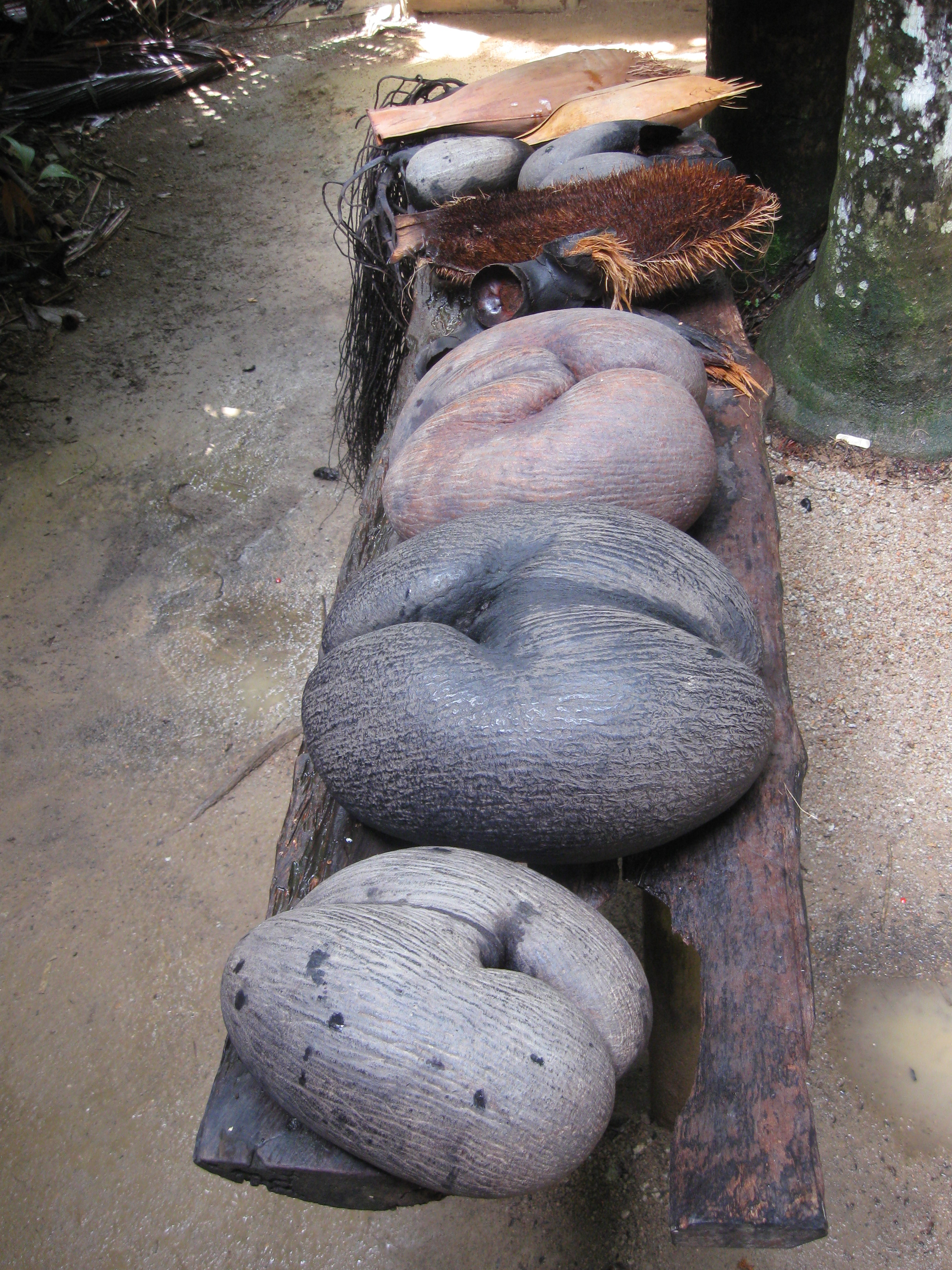
Dubbelkokosnöt - frukt
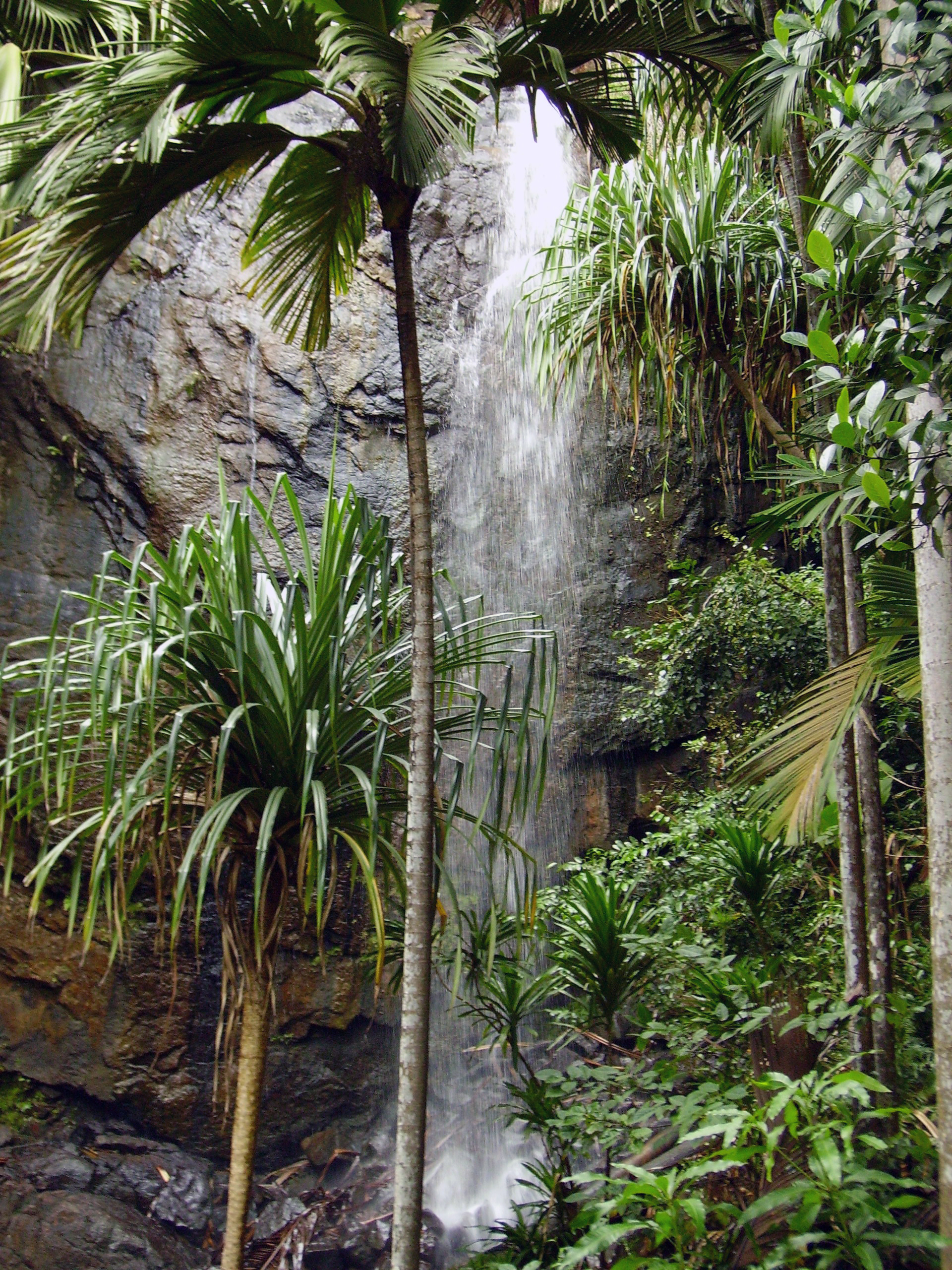